# Ixtlilxochitl II
Ixtlilxochitl II, également connu sous le nom d'Hernando Ixtlixóchitl, est un des principaux alliés indigènes des Espagnols contre les Aztèques lors de la conquête du Mexique par Hernán Cortés. Fils de Nezahualpilli, tlatoani de Texcoco, il entre en guerre à la mort de son père, en 1516, contre son frère Cacamatzin, à qui il conteste la succession du trône. Il profite de l'arrivée des conquistadors pour s'allier avec eux contre son frère et ses alliés aztèques, et participe au siège de Tenochtitlan (1521).
Converti au christianisme, il reçoit comme nom de baptême le prénom Hernando, apporte les premières pierres à l'édification de l'église Saint-François de Mexico, et force sous peine de mort le peuple de Texcoco, y compris sa propre mère Yacotzin, à se convertir au christianisme.
L'historien Fernando de Alva Cortés Ixtlilxochitl (1578-1648) est son arrière-petit-fils.